# Kval till Svenska damhockeyligan 2016
Kval till Svenska Damhockeyligan 2016/2017 spelades mellan den 27 februari och den 20 mars 2017. Kvalificerade var segrarna i Damettans fyra regionala grupper samt lag 9 och 10 från Riksserien. Lagen möttes i en serie med tio omgångar. De två främsta lagen i serien kvalificerade sig för SDHL säsongen 2016/2017.

## Deltagande lag
Från Damettan deltog Göteborg HC, Färjestad BK, Haninge Anchors HC och IF Björklöven. Från SDHL deltog SDE HF och IF Sundsvall Hockey.

## Poängtabell
| Nr | Lag                | S  | V | ÖV | ÖF | F | GM | IM | MS  | P  |
| -- | ------------------ | -- | - | -- | -- | - | -- | -- | --- | -- |
| 1  | SDE HF             | 10 | 9 | 1  | 0  | 0 | 43 | 16 | +27 | 29 |
| 2  | Sundsvall Wildcats | 10 | 7 | 0  | 2  | 1 | 40 | 17 | +23 | 23 |
| 3  | Göteborg HC 1      | 10 | 5 | 1  | 0  | 4 | 34 | 27 | +7  | 17 |
| 4  | Färjestad BK       | 10 | 2 | 2  | 1  | 5 | 19 | 28 | −9  | 11 |
| 5  | IF Björklöven      | 10 | 3 | 0  | 0  | 7 | 20 | 24 | −4  | 9  |
| 6  | Haninge Anchors HC | 10 | 0 | 0  | 1  | 9 | 7  | 51 | −44 | 1  |

Tabelldata är hämtade från Svenska Ishockeyförbundet.
Sundsvall och SDE kvalificerade för Svenska Damhockeyligan nästa säsong.

## Resultattabell
| Hemma \ Borta      | FÄR | GÖT | HAN | BJÖ | SUN  | SDE |
| Färjestad BK       | —   | 3–4 | 2–0 | 3–2 | 0–3  | 3–4 |
| Göteborg HC        | 4–1 | —   | 6–3 | 4–2 | 0–1  | 1–2 |
| Haninge Anchors HC | 2–3 | 1–8 | —   | 0–6 | 0–12 | 1–3 |
| IF Björklöven      | 1–0 | 2–3 | 1–0 | —   | 2–3  | 1–2 |
| Sundsvall Wildcats | 2–3 | 5–1 | 4–0 | 5–2 | —    | 5–6 |
| SDE HF             | 6–1 | 7–3 | 6–0 | 4–1 | 3–0  | —   |